# Georges Isidore Delisle
Georges-Isidore Delisle (30 juin 1856 - 26 mars 1920) est un homme politique québécois. Il a été député de la circonscription de Saint-Maurice à l'Assemblée législative du Québec, de 1908 à 1920, sous la bannière du Parti libéral du Québec.
Il est mort en fonction le 26 mars 1920 à Yamachiche.